# International Pharmaceutical Federation
De International Pharmaceutical Federation of Fédération Internationale Pharmaceutique, afgekort FIP, is een internationale federatie van nationale organisaties die apothekers en farmaceutische wetenschappers vertegenwoordigt. De federatie is gevestigd in Den Haag.
De federatie kwam tot stand na een reeks internationale farmaceutische congressen in de negentiende eeuw, het bijzonder het congres dat in 1885 in Brussel werd gehouden. Na een initiatief van de Koninklijke Nederlandse Maatschappij ter bevordering der Pharmacie in 1909 besloot het 10e internationale farmaceutische congres in 1910 in Brussel tot de oprichting van een internationale farmaceutische federatie. De federatie werd opgericht op 25 september 1912 in Den Haag. De eerste president van de federatie was Prof. Dr. Leopold van Itallie, hoogleraar aan de Universiteit Leiden. De eerste secretaris-generaal was Dr. J.J. Hofman, apotheker in Den Haag.
Een aantal Nederlandse apothekers heeft een belangrijke rol gespeeld bij de oprichting en in de verdere geschiedenis van de federatie:
- Prof. Dr. Leopold van Itallie, president van de federatie van 1912 tot 1930. Hij werd in 1930 benoemd tot erevoorzitter.
- Dr. J.J. Hofman, secretaris-generaal van de federatie van 1912 tot 1930, en president van de federatie van 1930 tot 1936.
- Dr. Teunis Potjewijd, secretaris-generaal van de federatie van 1930 tot 1949, en penningmeester van 1953 tot 1958. Hij werd in 1966 benoemd tot erelid.